# Mauna Loa
A Mauna Loa a Hawaii Vulkánok Nemzeti Parkban, Hawaii szigetének déli felén álló pajzsvulkán, a sziget második legmagasabb (4170 m) vulkáni kúpja (a legmagasabb a Mauna Kea, 4205 m).
Roger Revelle és Charles David Keeling az 1958-ban kezdte mérni a hegyen a levegő szén-dioxid-tartalmát. Az eredményeiket bemutató Keeling-görbe volt a globális felmelegedés egyik legelső tudományos bizonyítéka.
A neve „Hosszú hegy”-et jelent hawaii nyelven.
A hegy potenciális veszélyessége miatt szerepel a Decade Volcanoes listáján.

## 2022-es kitörése
A vulkán 2022. november 28-án, hosszabb előműködést követően kitört. Ezt megelőző utolsó kitörése 1984 tavaszán történt.